# Torre Teofila
La torre Teofila era una torre medioevale di Brescia della quale rimane solamente un brano murario inglobato nel retro di palazzo Martinengo Palatini, all'angolo tra via Fratelli Porcellaga e vicolo degli Asini.

## Storia
La torre risale alla fine del XII secolo e doveva far parte delle fortificazioni di Porta Sant'Agata, nell'ambito della prima cinta muraria di epoca comunale edificata a partire dal 1174. Cadute in disuso queste mura con le successive espansioni della città, nella seconda metà del XV secolo la torre, o ciò che già allora ne rimaneva, viene probabilmente acquistata dai Martinengo assieme ad altri terreni nei pressi di piazza del Mercato, dove la famiglia costruisce un proprio palazzo.
A partire dal 1672 il palazzo quattrocentesco viene completamente riedificato per volere di Teofilo Martinengo, dal quale la torre trae il nominativo. Non è chiaro, però, attraverso quale collegamento: probabilmente Teofilo fu presunto come il suo costruttore. L'identità turrita dell'edificio, se ancora persisteva, viene completamente cancellata dall'intervento seicentesco.
Negli anni '30 del Novecento l'ultimo brano murario che ancora ne testimoniava l'esistenza rischia di scomparire nell'allargamento di via Fratelli Porcellaga, promosso nell'ambito dei lavori di revisione urbanistica del centro storico cittadino che, poco più a nord est, stavano concretizzandosi con l'apertura di piazza della Vittoria. La via viene effettivamente allargata, ma l'intervento non porta alla totale scomparsa del rudere, che viene solamente ridotto.

## Descrizione
Della torre rimane solamente un breve paramento murario con bugne di pietra, inglobato alla base dell'angolo di palazzo Martinengo Palatini tra via Fratelli Porcellaga e vicolo degli Asini.
Sul rudere è affissa una lapide commemorativa a ricordo dell'eroica resistenza dei fratelli Lorenzo e Luigi Porcellaga, che danno il nome alla via, morti nei pressi durante il tragico sacco francese di Brescia del 1512.